# Tenuipalpus mourerae
Tenuipalpus mourerae är en spindeldjursart som beskrevs av De Leon 1965. Tenuipalpus mourerae ingår i släktet Tenuipalpus och familjen Tenuipalpidae. Inga underarter finns listade i Catalogue of Life.